# Mario Cuomo
Mario Matthew Cuomo (15 de junho de 1932 - 1 de janeiro de 2015) foi o 52.º governador de Nova Iorque, entre 1983 e 1995 e também foi secretário do estado de Nova York entre 1975 e 1978. É pai de Andrew Cuomo, governador nova-iorquino entre 2011 e 2021, que foi empossado para seu segundo mandato poucas horas antes da morte.
Durante os seus 12 anos como Governador conseguiu com que se criassem mais de 500.000 novos postos de trabalho. Promoveu um dos maiores planos de desenvolvimento económico da história de Nova Iorque, conhecido como 'New York, New York'. Esse plano incluía o investimento de 32.000 milhões de dólares para fortalecer o crescimento do sector privado, e a criação numa década de 300.000 novos empregos adicionais.
Mario veio a falecer no primeiro dia do ano de 2015 em decorrência de problemas cardíacos.